# キープ・オヴ・カレシン
キープ・オヴ・カレシン (Keep of Kalessin)は、ノルウェー・トロンハイム出身のメロディックブラックメタルバンド。

## 略歴
1995年に、オブシディアン・C (G, Syn)を中心に、ヴァイル (Ds)、ガッシュ (Vo)、ヴァラック (B)の4名で結成。1996年に1stデモ『Skygger av Sorg』をリリースし、イタリアのアヴァンギャルド・ミュージックと契約。翌1997年に、1stアルバム『Through Times of War』をリリースしデビューする。1999年に、2ndアルバム『Agnen: A Journey Through the Dark』をリリースするも、翌2000年に解散する。
2003年に再結成。再結成時には、オブシディアン・C以外のメンバーは総入れ替えとなっており、ボーカリストに元メイヘムのアッティラ・シハー (Vo)、ドラマーにサテリコン、1349のフロスト (Ds)、ベーシストにはケシュ (B)が加入した。このメンバーでEP『Reclaim』をリリースする。同EPでは、ベースはオブシディアン・Cが兼任した。2004年にはオブシディアン・Cを除く3名が脱退し、テボン (Vo)、ヴィジアック (B, Back Vo)が新たに加入し、ヴァイル (Ds)が復帰した。
タブー・レコーディングスと契約して、2006年に3rdアルバム『Armada』をリリース。その後、インディー・レコーディングスに移籍して、2008年に4thアルバム『Kolossus』をリリースする。2007年には、1stアルバムと2ndアルバムが、ピースヴィル・レコードからデジパック盤として再リリースされている。
2010年に、5thアルバム『Reptilian』をリリース。同アルバムは、アヴァロン・レーベルから日本盤がリリースされ、日本デビューも果たした。2013年にテボンが脱退、これを受けてオブシディアン・Cがメインボーカルを執ることとなった。2015年に6thアルバム『Epistemology』をリリース。2016年にEP『Heaven of Sin』をリリースするも、同年中にドラマーのヴァイルが脱退した。2019年4月に、ドラマーのネクタンが加入した。
2023年に8年ぶりのリリースとなる7thアルバム『Katharsis』を発表した。

## メンバー

### 現メンバー
- オブシディアン・C (Obsidian Claw) - ギター、キーボード、ボーカル (1995 - 2000, 2003 - )

『Reclaim』ではベースを兼任した。サテリコンのライブギタリストとしても活動していた。
2013年にテボンが脱退してからは、メインボーカルも兼任する。
- ウィジアック (Wizziac) - ベース、バッキングボーカル (2005 - )
- ネクタン (Nechtan) - ドラムス (2019 - )

ドイツ出身。

### 旧メンバー
- ガッシュ (Ghash) - ボーカル (1995 - 2000)
- アッティラ・シハー (Attila Csihar) - ボーカル (2003 - 2004)

メイヘムで活動中。
- テボン (Thebon) - ボーカル (2004 - 2013)
- ヴァラック (Warach) - ベース (1995 - 2000)
- ケシュ (Kesh) - ベース (2003 - 2004)
- フロスト (Frost) - ドラムス (2003 - 2004)

サテリコン、1349で活動中。
- ヴァイル (Vyl) - ドラムス、ギター (1995 - 2000、2004 - 2016)

## ディスコグラフィ

### アルバム
- 1997年 Through Times of War
- 1999年 Agnen: A Journey Through the Dark
- 2006年 Armada
- 2008年 Kolossus
- 2010年 Reptilian
- 2015年 Epistemology
- 2023年 Katharsis

### シングル・EP
- 2003年 Reclaim (EP)
- 2010年 The Dragontower (Single)
- 2011年 The Divine Land (2011 edit)
- 2013年 Introspection (Single)
- 2013年 Introspection (EP)
- 2016年 Heaven of Sin (EP)

### コンピレーション
- 2022年 Anthology - 25 Years of Epic Extreme Metal
1stアルバム『Through Times of War』から6thアルバム『Epistemology』をセットにしたコンピレーション。

### デモ
- 1996年 Skygger av Sorg